# Wahlbezirk Steiermark 8
Der Wahlbezirk Steiermark 8 war ein Wahlkreis für die Wahlen zum Abgeordnetenhaus im österreichischen Kronland Steiermark. Der Wahlbezirk wurde 1907 mit der Einführung der Reichsratswahlordnung geschaffen und bestand bis zum Zusammenbruch der Habsburgermonarchie.

## Geschichte
Nachdem der Reichsrat im Herbst 1906 das allgemeine, gleiche, geheime und direkte Männerwahlrecht beschlossen hatte, wurde mit 26. Jänner 1907 die große Wahlrechtsreform durch Sanktionierung von Kaiser Franz Joseph I. gültig. Mit der neuen Reichsratswahlordnung schuf man insgesamt 416 Wahlbezirke, wobei mit Ausnahme Galiziens in jedem Wahlbezirk ein Abgeordneter im Zuge der Reichsratswahl gewählt wurde. Der Abgeordnete musste sich dabei im ersten Wahlgang oder in einer Stichwahl mit absoluter Mehrheit durchsetzen. Der Wahlkreis Steiermark 8 umfasste die Städte, Märkte und Gemeinden Hartberg, Fehring, Friedberg, Birkfeld, Radkersburg, Pöllau, Vorau, Feldbach, Gleichenberg Kurort, Gnas, Fürstenfeld, Burgau, Weiz, Passail, Sankt Ruprecht an der Raab, Gleisdorf, Pischelsdorf, Voitsberg, Köflach, Lankowitz und Tregist.
Aus der Reichsratswahl 1907 ging der August Einspinner als Sieger hervor. Er konnte seinen Sitz im Abgeordnetenhaus auch bei der Wahl im Jahr 1911 verteidigen.

## Wahlergebnisse

### Reichsratswahl 1907
Die Reichsratswahl 1907 wurde am 14. Mai 1907 (erster Wahlgang) sowie am 23. Mai 1907 (Stichwahl) durchgeführt.

#### Erster Wahlgang
| Kandidat                                                                    | Partei                             | Wahlkreisstimmen | Prozent |
| --------------------------------------------------------------------------- | ---------------------------------- | ---------------- | ------- |
| August Einspinner                                                           | Deutsche Volkspartei               | 2588             | 36,8 %  |
| Raimund Neunteufel                                                          | Christlichsoziale Partei           | 2216             | 31,5 %  |
|                                                                             | Sozialdemokratische Arbeiterpartei | 1577             | 22,4 %  |
|                                                                             | Sonstige Parteien                  | 23               | 0,3 %   |
| Wahlberechtigte: 7227, Ungültige/Leere Stimmen: 17, Wahlbeteiligung: 88,8 % |                                    |                  |         |

#### Stichwahl
| Kandidat                                                                    | Partei                   | Wahlkreisstimmen | Prozent |
| --------------------------------------------------------------------------- | ------------------------ | ---------------- | ------- |
| August Einspinner                                                           | Deutsche Volkspartei     | 3855             | 62,6 %  |
| Raimund Neunteufel                                                          | Christlichsoziale Partei | 2305             | 37,4 %  |
| Wahlberechtigte: 7227, Ungültige/Leere Stimmen: 13, Wahlbeteiligung: 85,4 % |                          |                  |         |

### Reichsratswahl 1911
Die Reichsratswahl 1911 wurde am 13. Juni 1911 (erster Wahlgang) durchgeführt. Die Stichwahl entfiel auf Grund der absoluten Mehrheit für Einspinner im ersten Wahlgang.
| Kandidat                                                                    | Partei                             | Wahlkreisstimmen | Prozent |
| --------------------------------------------------------------------------- | ---------------------------------- | ---------------- | ------- |
| August Einspinner                                                           | deutsch-freiheitlicher             | 3235             | 51,8 %  |
| Weixelberger                                                                | Sozialdemokratische Arbeiterpartei | 1560             | 25,0 %  |
| Kurz                                                                        | Christlichsoziale Partei           | 1432             | 22,9 %  |
|                                                                             | Sonstige Parteien                  | 22               | 0,4 %   |
| Wahlberechtigte: 7546, Ungültige/Leere Stimmen: 33, Wahlbeteiligung: 83,2 % |                                    |                  |         |